# Lyness
Lyness (altnord. Hlidar Ness) ist der Hauptort der orkadischen Insel Hoy in Schottland.
Das Dorf ist mit Fährverbindungen erreichbar. Es ist Standort des Scapa Flow Visitor Centre.